# Thomas Lemuel James
Pour les articles homonymes, voir Thomas James (homonymie) et James.
Thomas Lemuel James, né le 29 mars 1831 à Utica (New York) et mort le 11 septembre 1916 à New York, est un homme politique américain. Membre du Parti républicain, il est Postmaster General des États-Unis en 1881 dans l'administration du président James A. Garfield puis dans celle de son successeur Chester A. Arthur.

## Source
- (en) Cet article est partiellement ou en totalité issu de l’article de Wikipédia en anglais intitulé « Thomas Lemuel James » (voir la liste des auteurs).